# Austin-klass
Austin-klass är en fartygsklass med amfibiefartyg byggda för USA:s flotta. Den kan transportera en marinbataljon (900 man) med dess utrustning och landsätta den med helikoptrar och landstigningsbåtar. Austin-klassen var dock för liten för att effektivt kombinera båda rollerna. Welldäck är mindre än på Anchorage-klassen och bara en LCAC-svävare eller en LCU-landstigningsbåt får plats. Därför brukar kombinationen av två LCM-8 och tre LCM-6 mindre landstigningsbåtar användas. Avsaknaden av hangardäck gör också att bara ett begränsat antal helikoptrar kan medföras.
Fartygen Cleveland, Dubuque, Denver, Juneau, Coronado, Shreveport och Nashville har en högre överbyggnad med en extra våning för en ledningscentral. De brukar ibland refereras till som Cleveland-klassen. De två sist byggda fartygen Trenton och Ponce saknar denna extra våning.
Under 1980-talet genomgick fartygen ett moderniseringsprogram (SLEP) där de äldre 76 mm kanonerna plockades bort och ersattes av Bushmaster- och Phalanx-kanoner.

## Fartyg i klassen

### USSAustin(LPD-4)
Kölsträckt: 4 februari 1963, Sjösatt: 27 juni 1964, Tagen i tjänst 6 februari 1965.

Sommaren 1970 tjänstgjorde Austin i Medelhavet där hon bland annat besökte Rota och Málaga i Spanien, Genua och Neapel i Italien, Cannes i Frankrike och Valletta på Malta. Kryssningen fick dock avbrytas i förtid då hon förlorade sin akterramp i hård väder. I september var hon tillbaka och besökte Livorno, Barcelona, Mersin och Aten. Även sommaren 1973 kryssade hon i Medelhavet och besökte Trieste, Venedig, Korfu och Rhodos innan hon i oktober kryssade söder och öster om Kreta beredd att ingripa i oktoberkriget. I september 1974 besökte hon Willemstad på Curaçao där hon tog ombord ett nederländskt marinkompani för en gemensam övning.
I maj 1982 anlände hon till Libanon där hon landsatte marinsoldater. När Hizbollah 23 oktober sprängde amerikanska marinkårens högkvarter i Beirut flögs de skadade ut till Austin för vård.
I början av 1990 låg Austin i torrdocka för underhåll och deltog därför inte i Desert Storm, men hon deltog i operation Sharp Edge i Liberia 1990 och i operation Provide Comfort i april 1991 för att skydda kurderna i norra Irak. År 2002–2003 deltog hon i invasionen av Irak. Austin avrustades 27 september 2006 och skrotades 2010.

### USSOgden(LPD-5)
Kölsträckt: 4 februari 1963, Sjösatt: 27 juni 1964, Tagen i tjänst 19 juni 1965.

I april–maj 1966 transporterade Ogden trupper till Vietnamkriget, men deltog inte i några operationer i Vietnam förrän operation Endsweep 1973. Sommaren 1966 genomförde hon i stället test och utvärdering av VTOL-flygplan. År 1989 deltog hon i saneringsarbetet efter tankern Exxon Valdez grundstötning utanför Alaska. Den 27 februari 2002 kolliderade Ogden med atomubåten USS Greeneville som slog upp ett halvmeter stort hål i Ogdens skrov. Hon skulle egentligen ha avrustats redan år 2000, men det sköts upp eftersom hon behövdes för operation Iraqi Freedom. Hon avrustades i februari 2007 och sänktes som mål för skjutövningar utanför Hawaii.
USS Ogden förekommer i Tom Clancys bok Utan misskund där hon tjänstgör som bas för fritagningsoperationen av amerikanska krigsfångar.

### USSDuluth(LPD-6)
Kölsträckt: 18 december 1963, Sjösatt: 14 augusti 1965, Tagen i tjänst 18 december 1965.

I maj 1965 avseglade Duluth mot Da Nang i Vietnam. Sommaren 1967 deltog hon i inte mindre än sex amfibieoperationer: Hue 7 juni, Chu Lai 12 juni, Cue Viet 3 juli, Phu Loc 21 juli, Cue Viet igen 27 juli och Chu Lai återigen 7–16 augusti. I oktober genomförde hon ytterligare en landsättning i Cua Viet, den här gången enbart med helikopter. Under 1970 spelade Duluth en mer tillbakadragen roll med att hämta trupper på Okinawa och leverera helikoptrar och reservdelar till USS America. I oktober deltog hon i räddningsoperationer efter att tyfonen Joan drabbat Filippinerna. Hon återvände till San Diego i december och blev liggande där halva 1971 medan hennes babords ångturbin byttes ut. I oktober avseglade hon mot Subic Bay och Da Nang där hon levererade fordon och reservdelar. Den 24 maj 1972 landsatte hon en avdelning med 300 sydvietnamesiska marinsoldater i Quang Tri. Under landstigningen utsattes Duluth för eld från nordvietnamesiska kustbatterier. En liknande operation genomfördes i juli innan hon återvände till San Diego i augusti.
I mars 1975 avseglade hon återigen mot Sydkinesiska havet för att delta i operation Frequent Wind, dvs evakueringen av Saigon. Över 2 000 flyktingar hämtades ut bara till Duluth, däribland den italienska ambassadören. De flesta flyktingarna överfördes till andra fartyg med båt.
År 1983 var Duluth stationerad i östra Medelhavet för att understödja USA:s fredsbevarande insatser i Libanon. Sommaren 1989 deltog hon i saneringsarbetet efter tankern Exxon Valdez grundstötning utanför Alaska. Våren 1994 skickades hon via Singapore till Somalia för att evakuera de amerikanska styrkorna där. I juli 1996 deltog hon i operation Return Ox där det pakistanska fartyget Ibn Tufail skulle bordas och den efterspanade terroristen Imad Mughniyeh skulle gripas. Operationen avblåstes i sista stund då man inte var helt säker på att Mughniyeh var ombord på Ibn Tufail. År 2003 deltog hon i operation Iraqi Freedom och 2004 i operation Unified Assistance där hon levererade humanitär hjälp till Sri Lanka efter den förödande tsunamin. Duluth avrustades i september 2005 och bogserades till Hawaii för att placeras i malpåse.

### USSCleveland(LPD-7)
Kölsträckt: 30 november 1964, Sjösatt: 7 maj 1966, Tagen i tjänst 21 april 1967.

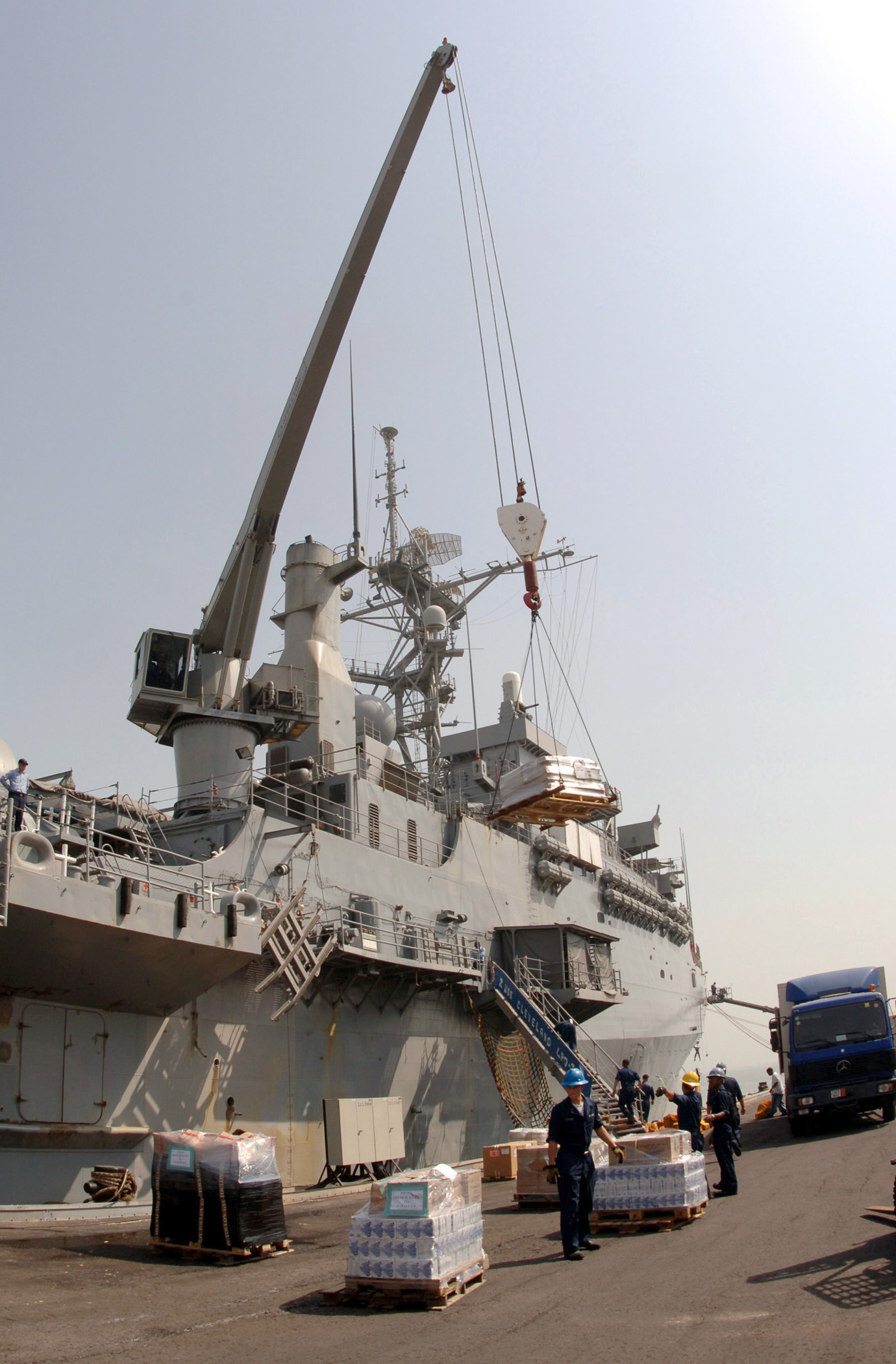
USS Cleveland lastar livsmedel för leverans till jordbävningsdrabbade Pakistan, 2005.

Cleveland skickades till Vietnam första gången lagom till Têt-offensiven i januari 1968. Hennes andra tur till Vietnam var våren 1973 då hon deltog i operation Endsweep. Under 1978 användes hon under inspelningen av filmen Inchon som delvis spelades in under en landstigningsövning i Sydkorea. År 1989 deltog hon i saneringsarbetet efter tankern Exxon Valdez grundstötning utanför Alaska. 1990 och 1991 opererade hon i Persiska viken under Desert Storm. 1992 och 1993 Patrullerade hon i Karibiska havet i jakt på knarksmugglare, en jakt som resulterade i det dittills största narkotikabeslaget någonsin i mars 1993 ombord på Sea Chariot. 1994 var hon stationerad i Indiska oceanen där hon evakuerade amerikanska medborgare från Somalia och understödde FN-trupperna i Rwanda. När Cleveland avrustades i september 2011 var hon med sina 44 år det tredje äldsta fartyget i USA:s flotta, bara USS Constitution och USS Enterprise var äldre.

### USSDubuque(LPD-8)
Kölsträckt: 25 januari 1965, Sjösatt: 6 augusti 1966, Tagen i tjänst 1 september 1967.

Dubuque gjorde fem resor till Vietnam, varav de två sista var operation Endsweep och operation Frequent Wind. 1988 tjänstgjorde hon i Persiska viken där hon deltog i minsvepningsarbetet under operation Earnest Will. 1990 var hon ett av de första fartyg som levererade förstärkningar till Saudiarabien under operation Desert Shield. Från september 2006 till maj 2007 var hon återigen i Persiska viken för att delta i operation Iraqi Freedom. 2008 skickades hon tillsammans med USS Peleliu till vattnen öster om Afrika för att jaga pirater, vilket 2009 blir operation Atalanta. I maj 2009 placeras Dubuque i karantän efter att en besättningsman blivit smittad av svininfluensa. Ytterligare runt 50 besättningsmän insjuknade. Den 9 september 2010 bordade marinsoldater från Dubuque det tyska containerfartyget Magellan Star utanför Somalias kust. Nio pirater tillfångatogs och elva besättningsmän befriades. Dubuque avrustades i juni 2011.

### USSDenver(LPD-9)
Kölsträckt: 7 juli 1964, Sjösatt: 23 januari 1965, Tagen i tjänst 26 oktober 1968.

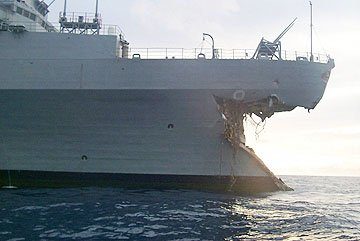
Denvers för efter kollisionen med Yukon.

Under sin tjänstgöring i Vietnamkriget fick hon i mars 1970 uppdraget att förfölja och om möjligt borda fraktafrtyget S/S Columbia Eagle. Två besättningsmän på Columbia Eagle hade begått myteri och kapat fartyget med dess last av flygbomber och satt kurs mot Kambodja. Fartyget överlämnades till Norodom Sihanouks regering innan Denver han ingripa. Efter Vietnamkrigets slut 1975 deltog hon i operation Frequent Wind. 13 juli 2000 kolliderade hon med tankfartyget USNS Yukon under en bränslepåfyllning till sjöss. Hela Denvers bogparti trycktes in, men hon lyckades ta sig till Pearl Harbor för reparation. Denver är fortfarande i tjänst men är planerad att avrustas någon gång under 2013.

### USSJuneau(LPD-10)
Kölsträckt: 23 januari 1965, Sjösatt: 12 februari 1966, Tagen i tjänst 12 juli 1969.

Juneau blev i februari 1969 det första fartyget utan fullängds flygdäck att operera attackflygplanet AV-8A Harrier. Under 1970-talet genomförde hon inte mindre än fem expeditioner till Sydkinesiska sjön. 1989 var hon det första örlogsfartyget på plats i Prins William-sundet efter tankern Exxon Valdez grundstötning. I december 1990 avseglade hon till Persiska viken för att delta i operation Desert Shield. 1991 var hon på plats utanför Bangladesh för att hjälpa till i räddningsarbetet efter cyklonen Gorky. 1993 deltog hon i operation Restore Hope i Somalia. Juneau avrustades i oktober 2008 och bogserades till Hawaii för att läggas i malpåse.

### USSCoronado(LPD-11)
Kölsträckt: 3 maj 1965, Sjösatt: 30 juli 1966, Tagen i tjänst 23 maj 1970.

1980 byggdes Coronado om till ledningsfartyg och fick beteckningen AGF-11. Efter ombyggnaden ersatte hon USS La Salle som ledningsfartyg för NAVCENT och flaggskepp för femte flottan. I oktober 1985 ombaserades hon till Gaeta i Italien och ersatte USS Puget Sound som flaggskepp för sjätte flottan. I juli 1986 ombaserades hon igen till Pearl Harbor och blev flaggskepp för tredje flottan. 1988 var hon i Persiska viken och ledde operation Praying Mantis. Hösten 2003 avrustades hon och placerades hon i malpåse, bara för att återaktiveras 2004 när USS Blue Ridge togs in i torrdocka för reparation. Hon avrustades på nytt 2006 och ligger i malpåse i väntan på skrotning.

### USSShreveport(LPD-12)
Kölsträckt: 27 december 1965, Sjösatt: 22 oktober 1966, Tagen i tjänst 12 december 1970.

Shreveport tjänstgjorde 1982 i östra Medelhavet som understöd för USA:s fredsbevarande insatser i Libanon. 1984 deltog hon i minröjningsarbete i Röda havet. Från augusti 1990 till april 1991 var hon opererade hon i Persiska viken under operationerna Desert Shield och Desert Storm. 1993 deltog hon i operation Restore Hope i Somalia. 1994 och 1995 tjänstgjorde hon i Adriatiska havet där hon utförde humanitära insatser och spaningsflygningar över Bosnien-Herzegovina med fjärrstyrda spaningsrobotar. Den 16 februari 2000 gick hon på grund i Suezkanalen och fick skador på styrbords roder och propeller. I två omgångar 2001-2002 och 2004 har hon opererat i Persiska viken som understöd för USA:s insatser i Afghanistan. I augusti 2005 ankrades hon upp utanför New Orleans som nödbostäder efter orkanen Katrina. Shreveport avrustades i september 2007 och ligger sedan dess i malpåse i Philadelphia.

### USSNashville(LPD-13)
Kölsträckt: 14 mars 1966, Sjösatt: 7 oktober 1967, Tagen i tjänst 14 februari 1970.

Avrustad i september 2009.

### USSTrenton(LPD-14)
Kölsträckt: 8 augusti 1966, Sjösatt: 3 augusti 1968, Tagen i tjänst 6 mars 1971.

Trentons karriär började illa när ett ångrör sprack under en av de första provturerna 28 juni 1971. Fyra sjömän dödades och sex skadades. Tronton återvände till Norfolk på bara en motor. 1983 deltog hon i invasionen av Grenada och USA:s fredsbevarande insatser i Libanon. 1988 deltog hon i operation Praying Mantis där en av hennes AH-1 Cobra attackhelikoptrar gick förlorad. 1990 deltog Trenton i operation Desert Storm där hennes marinsoldater bordade det libyska fraktfartyget Kahldoon. Trenton deltog även i operation Eastern Exit i Somalia 1991 och operation Assured Response i Liberia 1996. I juli 2006 deltog hon i evakueringen av amerikanska medborgare från Libanon vilket blev hennes sista uppdrag i amerikansk tjänst.
Den 25 augusti 2006 såldes hon till Indien där hon fick namnet INS Jalashwa. Hon levererades officiellt till indiska flottan 17 januari 2007, men stannade i Norfolk för upprustning till maj 2007.

### USSPonce(LPD-15)
Kölsträckt: 31 oktober 1966, Sjösatt: 20 maj 1970, Tagen i tjänst 10 juli 1971.

Ponce deltog 1990 i operation Sharp Edge där hon evakuerade amerikanska medborgare från Liberia. Hennes helikoptrar luftlandsatte också ett kompani marinsoldater för att säkra den amerikanska ambassaden i Monrovia. Hösten 1992 deltog hon i räddningsarbetet efter orkanen Andrews framfört i Miami och i spaningsoperationer efter knarksmugglare i Karibiska havet. Sommaren 1993 var hon stationerad i Medelhavet där hon deltog i flera övningar med bland annat grekiska och tunisiska styrkor. År 2003 deltog hon i invasionen av Irak där hon tjänstgjorde som flaggskepp för minröjningsdivisionen. Bland annat sveptes farleden in till Umm Qasr för att kunna leverera humanitärt bistånd. År 2005 var hon tillbaka i Persiska viken och Aqabaviken för att delta i Kriget mot terrorismen. År 2011 tjänstgjorde hon i Medelhavet för att understödja de amerikanska insatserna i Libyska inbördeskriget. Ponce var planerad att avrustas i mars 2012, men planerna sköts upp i väntan på beslut om Ponce skulle byggas om till underhålls- eller minröjningsfartyg.